# شبگرد تاد
شبگرد تاد (نام علمی: Caprimulgus heterurus) نام یک گونه از تیره شبگردان است.